# Wilhelm Stenhammar

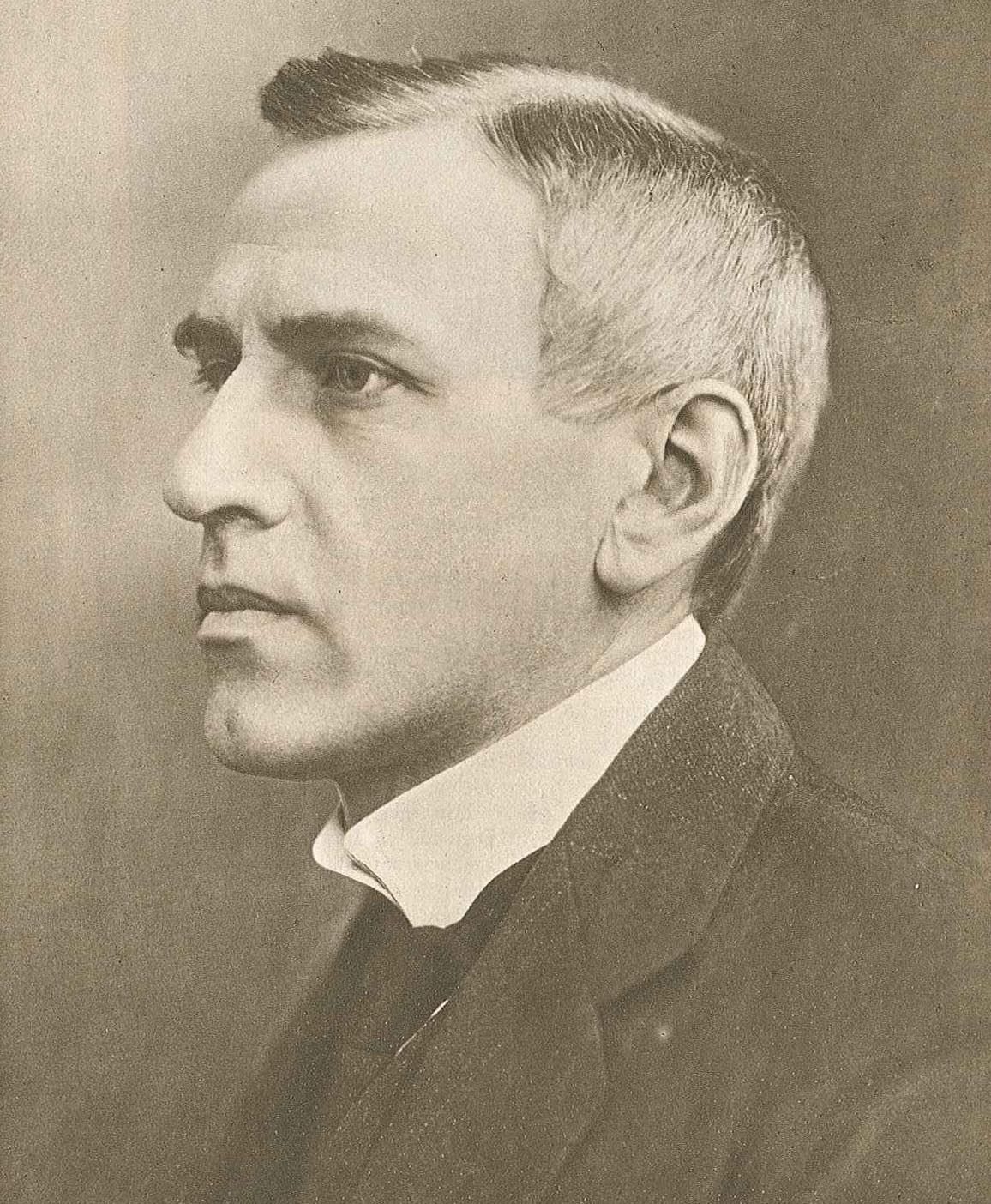
Wilhelm Stenhammar, 1916

Carl Wilhelm Eugen Stenhammar (* 7. Februar 1871 in Stockholm; † 20. November 1927 ebenda) war ein schwedischer Komponist, Pianist und Dirigent.

## Leben

Wilhelm Stenhammar am Klavier. Gemälde von Robert Thegerström

Stenhammar studierte von 1887 bis 1892 Klavier, Orgel und Komposition in Stockholm und debütierte im Frühjahr 1892 als Pianist. Ab dem Herbst desselben Jahres setzte er sein Klavierstudium in Berlin fort und schloss es dort im nächsten Jahr ab. Von dieser Zeit an war Stenhammar international als Konzertpianist tätig. Besonders häufig trat er in Kammermusikformationen als Duopartner des Geigers Tor Aulin oder mit dessen Quartett auf. Im Oktober 1897 trat er erstmals als Dirigent an die Öffentlichkeit, und auch dieser Tätigkeit ging er neben dem Komponistenberuf sein Leben lang intensiv nach. In den Jahren 1900 und 1901 wirkte Stenhammar als Kapellmeister an der Königlichen Oper in Stockholm, ehe er 1907 Chefdirigent des zwei Jahre zuvor neu gegründeten Göteborger Sinfonieorchesters wurde. Dieses Amt hatte er bis zum Jahre 1922 inne. 1916 ernannte ihn die Universität Göteborg zum Ehrendoktor. In den Jahren 1923 bis 1925 war er erneut Kapellmeister an der Königlichen Oper in Stockholm. Stenhammar war zu Lebzeiten eine hoch geachtete Persönlichkeit des skandinavischen Musiklebens und mit vielen namhaften Musikerkollegen befreundet.

## Stil
Stenhammar ist stilistisch in der Spätromantik verwurzelt. Zunächst stand er ganz im Einfluss Anton Bruckners und Richard Wagners und schrieb ausladende, klangmächtige Werke voll gewaltigem Pathos. Beeinflusst durch seine Freunde Jean Sibelius und Carl Nielsen begann er jedoch, an dieser Ästhetik zu zweifeln und wandte sich allmählich von der deutschen Musik ab. Um 1910 bildeten sich Stenhammars neue Ideale heraus. Er war von nun an besonders um einen „nordischen“ Tonfall bemüht und wollte eine „klare und ehrliche“ Musik schreiben, die ohne reißerische Effekte auskommen sollte. Tatsächlich sind seine Werke von dieser Zeit an durch eine volkstümliche Melodik, die Verwendung von Kirchentonarten und eine gewisse herbe Einfachheit geprägt, sodass ein unverkennbar „skandinavischer“ Tonfall entsteht. Gleichwohl zeugen seine Werke von hoher Kunstfertigkeit, was besonders in der ausgeprägten Polyphonie zum Ausdruck kommt. Ein typisches Werk dieses neuen Stils ist die zweite Symphonie, die über weite Strecken den dorischen Modus dominieren lässt und deren Finale als Doppelfuge komponiert ist. Am häufigsten gespielt wird allerdings die Serenade op. 31 für großes Orchester (ungewöhnlich für eine Serenade), die noch romantisch klangsinnlich ist.

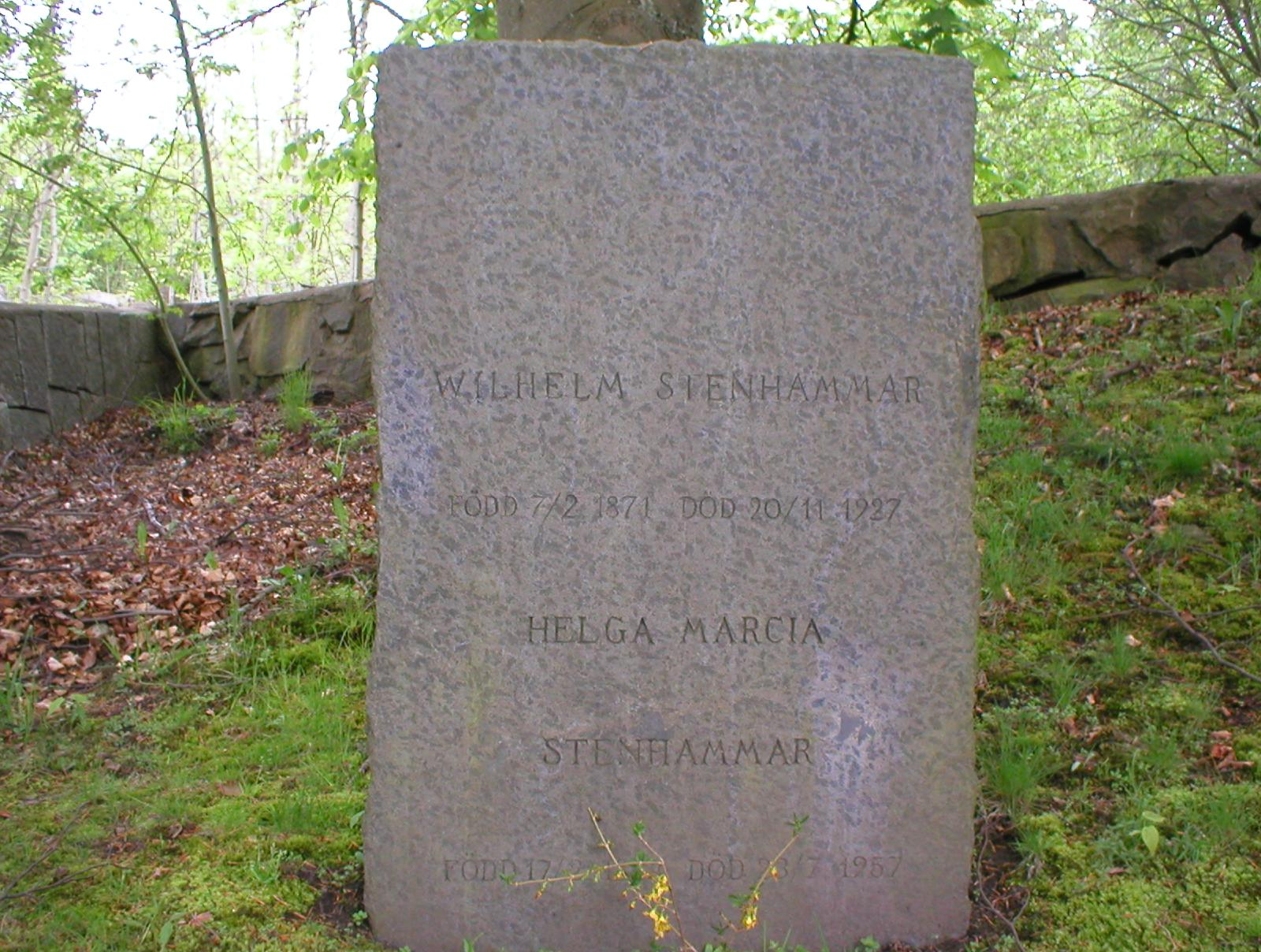
Wilhelm Stenhammars Grab auf dem Mariebergs kyrkogård in Göteborg

In der internationalen Rezeption gilt Stenhammar als einer der wichtigsten Komponisten der schwedischen Musikgeschichte. Parallel zu Kollegen seiner Generation wie dem ungefähr gleichaltrigen Hugo Alfvén, Kurt Atterberg und Ture Rangström schrieb er einige der viel beachteten schwedischen Symphonien nach Franz Berwald. Insbesondere aufgrund seiner Orchesterwerke und Kammermusik zählt er zu den meistaufgeführten Komponisten Schwedens des späten 19. und frühen 20. Jahrhunderts. Seine dem Frühwerk zuzurechnenden Opern Das Fest auf Solhaug op. 6 und Tyrfing op. 15 konnten demgegenüber außerhalb seiner Heimat nicht reüssieren.

## Aufnahmen
Von Stenhammar sind 5 Aufnahmen vom 21. September 1905 auf Notenrollen für Welte-Mignon überliefert, darunter seine Fantasie op. 11, 3.

## Werke
- Orchesterwerke
  - Symphonie Nr. 1 F-Dur (1902/03, zurückgezogen)
  - Symphonie Nr. 2 g-Moll op. 34 (1911–15)
  - Symphonie Nr. 3 C-Dur (1918/19, Fragment)
  - Serenade F-Dur op. 31 (1908–13, rev. 1919)
  - Excelsior!, Konzertouvertüre op. 13 (1896)
  - Klavierkonzert Nr. 1 b-Moll op. 1 (1893)
  - Klavierkonzert Nr. 2 d-Moll op. 23 (1904–07)
  - Zwei sentimentale Romanzen op. 28 für Violine und Orchester (1910)
- Vokalwerke
  - Das Fest auf Solhaug, Oper op. 6 (1893)
  - Tirfing, Oper op. 15 (1898)
  - Ett Folk, Kantate op. 22 (1905)
  - Sången, Kantate op. 44 (1921)
  - Chöre
  - ca. 60 Lieder
- Kammermusik
  - Streichquartett Nr. 1 C-Dur op. 2 (1894)
  - Streichquartett Nr. 2 c-Moll op. 14 (1896)
  - Streichquartett Nr. 3 F-Dur op. 18 (1900)
  - Streichquartett Nr. 4 a-Moll op. 25 (1909)
  - Streichquartett Nr. 5 C-Dur op. 29 (1910)
  - Streichquartett Nr. 6 d-Moll op. 35 (1916)
  - Violinsonate a-Moll op. 19 (1899/1900)
- Klaviermusik
  - Sonate Nr. 1 C-Dur (1880)
  - Sonate Nr. 2 c-Moll (1881)
  - Sonate Nr. 3 As-Dur (1885)
  - Sonate Nr. 4 g-Moll (1890)
  - Sonate As-Dur op. 12 (1895)
  - 3 Fantasien op. 11 (1895)
  - Spätsommernächte, 5 Stücke op. 33 (1914)

## Diskographie
- Klavierwerke, CD  C 5117, Naxos. Cassandra Wyss: Piano.
- Sinfonien und Klavierkonzerte, 3 CDs, Brilliant Classics 94238 (Neeme und Paavo Järvi).